# Košice III
El distrito de Košice III (en eslovaco Okres Košice III) es una unidad administrativa (okres) de Eslovaquia Oriental, situado en la región de Košice, con 30.745 habitantes (en 2001) y una superficie de 18 km². 
Consta de los siguientes 2 barrios de la ciudad de Košice:
- Dargovských Hrdinov
- Košická Nová Ves

## Demografía
| Año        | 1994   | 2004    | 2014    | 2024    |
| ---------- | ------ | ------- | ------- | ------- |
| Población  | 31 979 | 30 349  | 29 414  | 27 336  |
| Diferencia |        | −5,09 % | −3,08 % | −7,06 % |

| Año        | 2023   | 2024    |
| ---------- | ------ | ------- |
| Población  | 27 551 | 27 336  |
| Diferencia |        | −0,78 % |